# Ауылнай
Ауылнай — старшина аула, младшая административная должность, введенная российским «Уставом о сибирских киргизах» (1822). Избирался на 3 года из числа авторитетных и состоятельных людей для ведения учета скота, организации сезонной перекочевки, сбора налогов и т. д. Должность Аулнай ликвидирована в первые годы советской власти.